# Charleston (West Virginia)
Charleston is de hoofdstad van de staat West Virginia in de Verenigde Staten, en tevens de grootste stad van de staat. Het is gelegen nabij de rivieren de Elk en de Kanawha in Kanawha County. Er wonen ongeveer 51.685 inwoners (2004). In het gehele metropole gebied wonen ongeveer 300.000 mensen.
Belangrijke industrie was van oorsprong de zout- en gaswinning.
De eerste nederzetting werd in 1788 gebouwd.
De stad huisvest de Universiteit van Charleston.

## Plaatsen in de nabije omgeving
De onderstaande figuur toont nabijgelegen plaatsen in een straal van 16 km rond Charleston.

## Bekende inwoners van Charleston

### Geboren
- Red Sovine (1918-1980), countryzanger
- Leon Sullivan (1922-2001), geestelijke en mensenrechtenactivist
- George Crumb (1929-2022), componist
- Jon McBride (1943-2024), astronaut
- Jim Justice (1951), gouverneur van West Virginia (2017-2025)
- Robert R. Shafer (1958), acteur
- Lesli Kay (1965), actrice
- Randy Barnes (1966), kogelstoter